# Playa de Algarrobo
La playa de Algarrobo es una playa del municipio de Algarrobo, en la Costa del Sol de la provincia de Málaga, Andalucía, España. Se trata de una playa urbana de grava y arena y de oleaje moderado, situada en el núcleo de Algarrobo Costa. Tiene unos 800 metros de longitud y unos 20 metros de anchura media. Es una playa con un alto grado de ocupación y cuenta con los servicios propios de las playas urbanas.